# Številska premica
Številska premica (tudi realna premica, številska os ali realna os) je geometijska ponazoritev realnih števil. 
Številsko premico dobimo tako, da na običajno premico nanesemo števila:
- Najprej izberemo izhodišče 0 in orientacijo (smer nanašanja) - če narišemo številsko premico vodoravno, so običajno večja števila na desni.
- Potem na premico v enakomernih presledkih nanesemo cela števila (pozitivna po navadi v desno, negativna po navadi v levo).
- Prostore med celimi števili zapolnimo z necelimi realnimi števili.

Pri tem poljubni točki na premici ustreza natanko eno realno število in obratno: poljubnemu realnemu številu ustreza točno ena točka.

## Razširitve
Številsko premico lahko razširimo na več načinov:
- Lahko dodamo krajni točki +∞ in -∞ in dobimo razširjena realna števila.
- Lahko dodamo še drugo os pravokotno na prvotno in dobimo kompleksna števila.